# 斯托林區
斯托林區（羅馬化：Stolinskiy rayon）是白俄羅斯西南部布列斯特州的一個區，行政中心为斯托林，面積3,342.06平方公里，2009年人口80,695人，人口密度每平方公里24.15人。